# Csangcse
Csangcse (egyszerűsített kínai írással: 长治市, pinjin: Chángzhì Shì) prefektúra szintű város Kínában, Sanhszi tartományban. Lakosainak száma 3 180 884 fő (2020).

## Népesség
| 2010 | 3 334 565 |
| 2020 | 3 180 884 |